# Zanzibar (빌리 조엘의 노래)
〈Zanzibar〉는 빌리 조엘이 1978년 자신의 음반 《52nd Street》에 처음 등장한 곡이다. 이 곡은 또한 몇 개의 라이브 음반에 실렸다. 이 노래는 특히 프레디 허버드가 연주하는 재즈 트럼펫 연주로 유명하다.